# Arciprestazgo de Jerez Sur
El Arciprestazgo de Jerez Sur, es un arciprestazgo español que está bajo la jurisdicción del Obispado de Asidonia-Jerez.

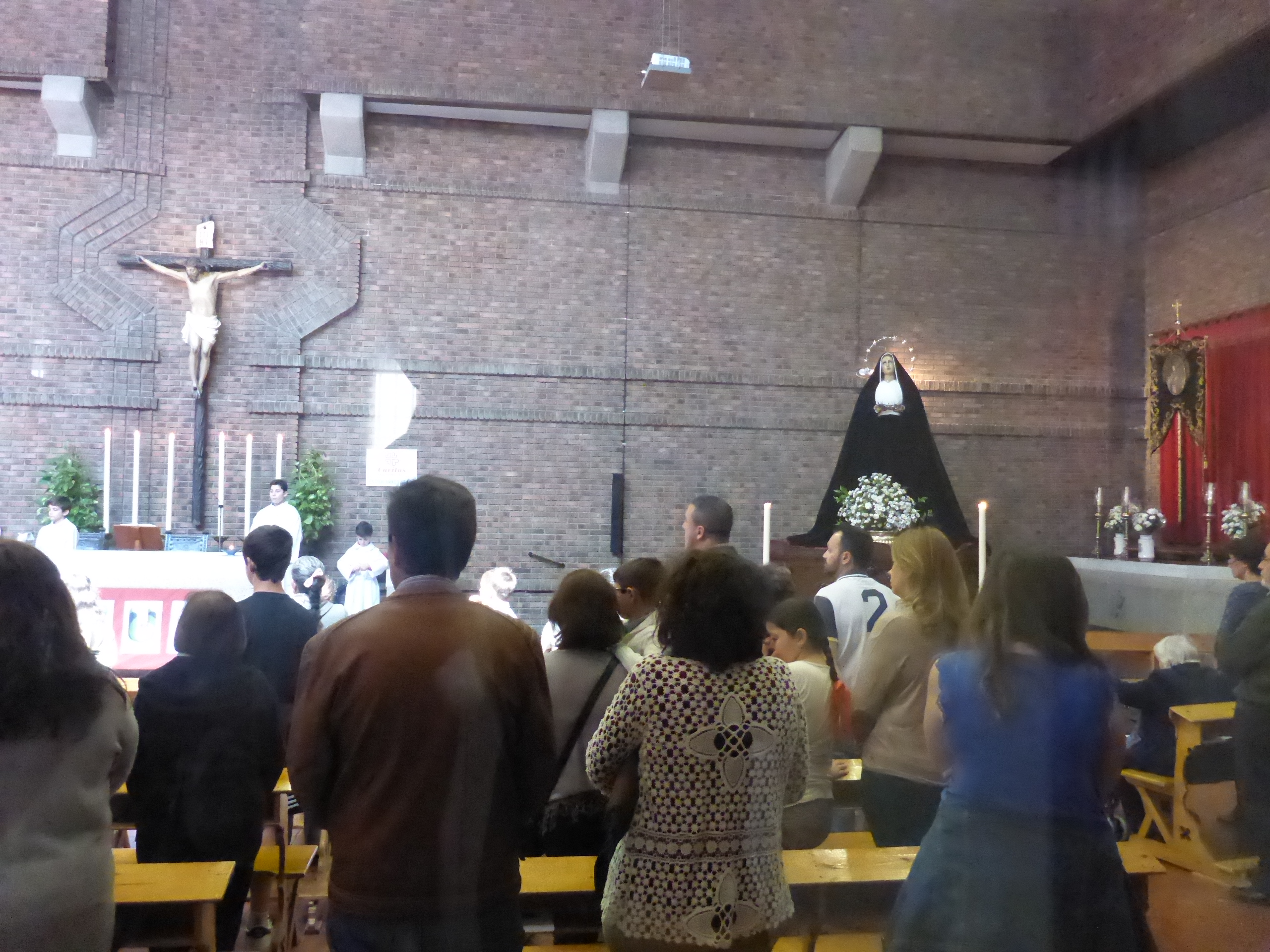
Parroquia de Madre de Dios

Está compuesto por las siguientes parroquias:
| Población            | Parroquia                                                    |
| -------------------- | ------------------------------------------------------------ |
| Jerez de la Frontera | Iglesia de la Inmaculada Concepción                          |
| Jerez de la Frontera | Iglesia de Madre de Dios                                     |
| Jerez de la Frontera | Iglesia de Madre de la Iglesia                               |
| Jerez de la Frontera | Iglesia de Nuestra Señora de las Viñas                       |
| Jerez de la Frontera | Iglesia de Nuestra Señora de los Dolores                     |
| Jerez de la Frontera | Iglesia de San José                                          |
| Jerez de la Frontera | Iglesia de San Juan Grande y Nuestra Señora de la Candelaria |
| Jerez de la Frontera | Iglesia de San Pablo Apóstol                                 |
| Jerez de la Frontera | Iglesia de San Rafael y San Gabriel                          |
| Jerez de la Frontera | Iglesia de Santa María de la Asunción                        |